# Pleospora richtophensis
Pleospora richtophensis är en svampart som beskrevs av Ellis & Everh. 1894. Pleospora richtophensis ingår i släktet Pleospora och familjen Pleosporaceae.   Inga underarter finns listade i Catalogue of Life.